# Battaglie del Baetis superiore
La battaglia del Baetis Superiore è il nome che viene convenzionalmente dato a una serie di tre scontri principali e altri meno importanti che vennero combattuti fra le forze romane e quelle cartaginesi nei dintorni del fiume Baetis (il moderno Guadalquivir).
I Cartaginesi, per meglio controllare il territorio, avevano diviso l'esercito in tre parti comandate da Asdrubale Giscone, Magone e Asdrubale Barca (questi due, figli di Amilcare detto Barca ("Fulmine") e fratelli di Annibale). I Romani erano comandati da Publio Cornelio Scipione e Gneo Cornelio Scipione, rispettivamente padre e zio del (poi) più famoso Publio Cornelio Scipione Africano.

## Contesto storico
Dopo la sconfitta al Ticino i due fratelli Scipioni avevano avuto il comando delle forze in Spagna. L'importanza della guerra in Spagna, per Roma derivava dalla forza che questi possedimenti davano alla nemica Cartagine. Dalla penisola Iberica, la città punica derivava ingenti quantitativi di metallo, soprattutto stagno necessario al bronzo per gli armamenti e reclutava grandi quantità di forze armate terrestri fra volontari e alleati forzosi.
In Spagna la seconda guerra punica si trascinava da un paio d'anni in scaramucce di poca consistenza e l'azione romana era servita soprattutto a impedire l'invio di aiuti ad Annibale in Italia. Infatti non solo dalla Spagna non si erano inviate truppe, molte forze cartaginesi furono deviate dal teatro bellico italico a quello iberico. Come ci dice Tito Livio:
(Livio, XXV, 32.1. UTET, Torino, Trad.: Paola Ramondetti.)

## Forze in campo

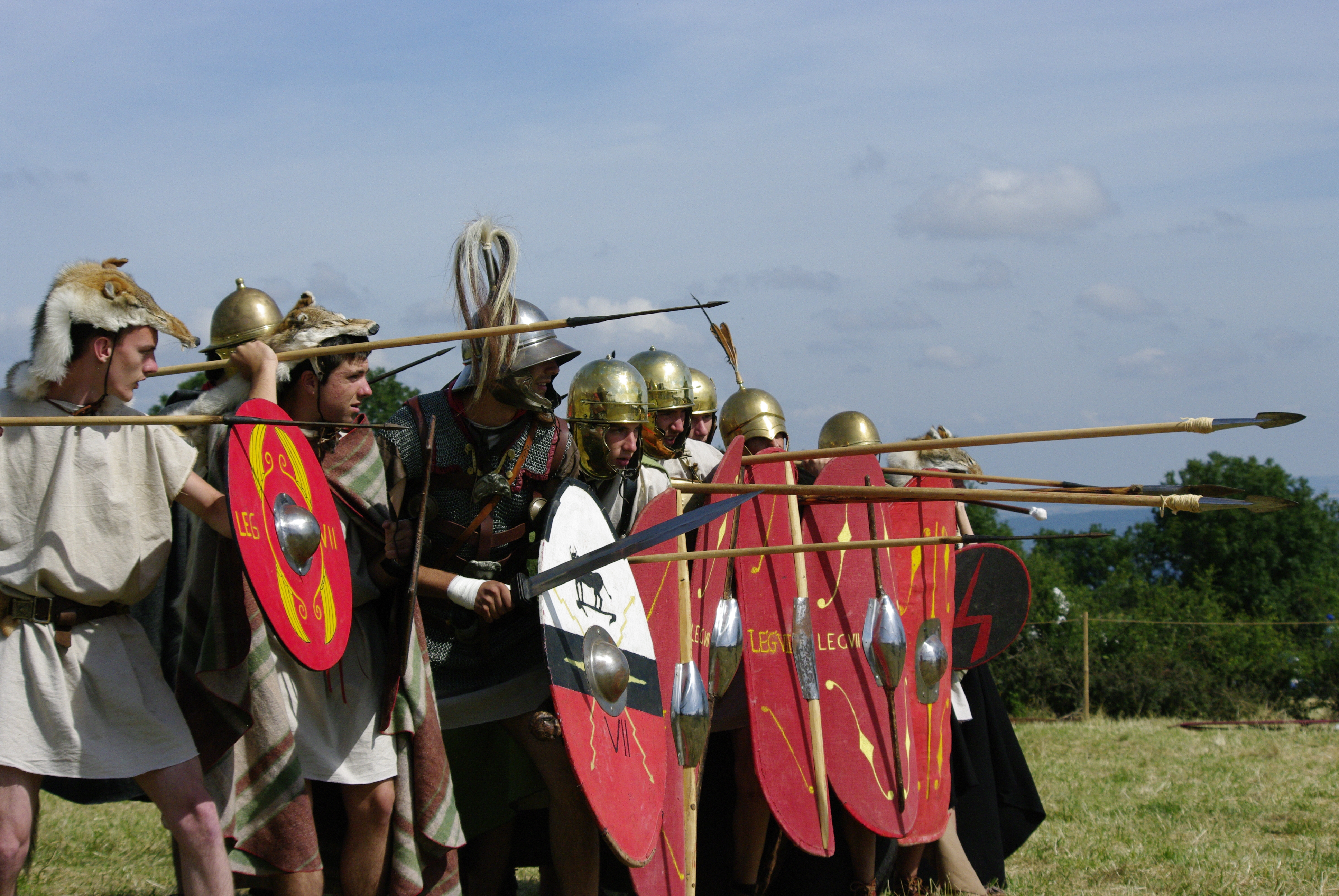
Ricostruzione storica di legionari romani, tra cui: alcuni velites (a sinistra), un cavaliere con elmo beotico-pseudocorinzio con pennacchio di coda di cavallo (al centro), almeno cinque hastati (a destra) e un princeps (con penne sull'elmo).

Nel 212 a.C. (o nel 211 a.C.) i generali romani decisero di intraprendere una campagna decisiva nel tentativo di porre fine alla guerra in Spagna. Per questo gli Scipioni ritenevano di essere dotati di forze sufficienti avendo arruolato, nel corso dell'inverno, oltre ventimila celtiberi da aggiungere alle forze più propriamente romane. Fu così che riunirono i loro eserciti dopo essere usciti dai quartieri d'inverno (hiberna).
I Cartaginesi avevano disposto le loro truppe in tre armate principali: le forze comandate da Asdrubale Barca, quelle guidate di Magone e dall'altro Asdrubale, figlio di Giscone, che si trovavano a circa cinque giorni di marcia dai Romani. Asdrubale Barca era più vicino, accampato presso la città di Amtorgi.
Gli Scipioni ritenevano di avere forze superiori a quelle di Asdrubale e che quindi fosse da attaccare per primo. Volevano, tuttavia, evitare di spaventare gli altri due comandanti punici poiché in caso di vittoria romana, Magone e il collega non si ritirassero in luoghi impervi iniziando una sorta di interminabile guerriglia. Fu così deciso di dividere l'esercito romano in due armate. La prima, composta da due terzi dell'esercito, era guidata da Publio Cornelio e doveva attaccare Magone e Asdrubale di Gisgone; le forze romane rimanenti, rinforzate dai Celtiberi, dovevano muovere contro Asdrubale Barca. Tutto l'esercito si diresse prima verso il campo di Amtorgi poi, mentre Gneo vi si fermava, Publio continuò la marcia per raggiungere Magone e Asdrubale Giscone.

### Defezione dei Celtiberi
Quando Asdrubale si accorse che negli accampamenti romani l'esercito di Gneo Scipione era di scarsa consistenza e che
(Livio, XXV, 33.1-3.)

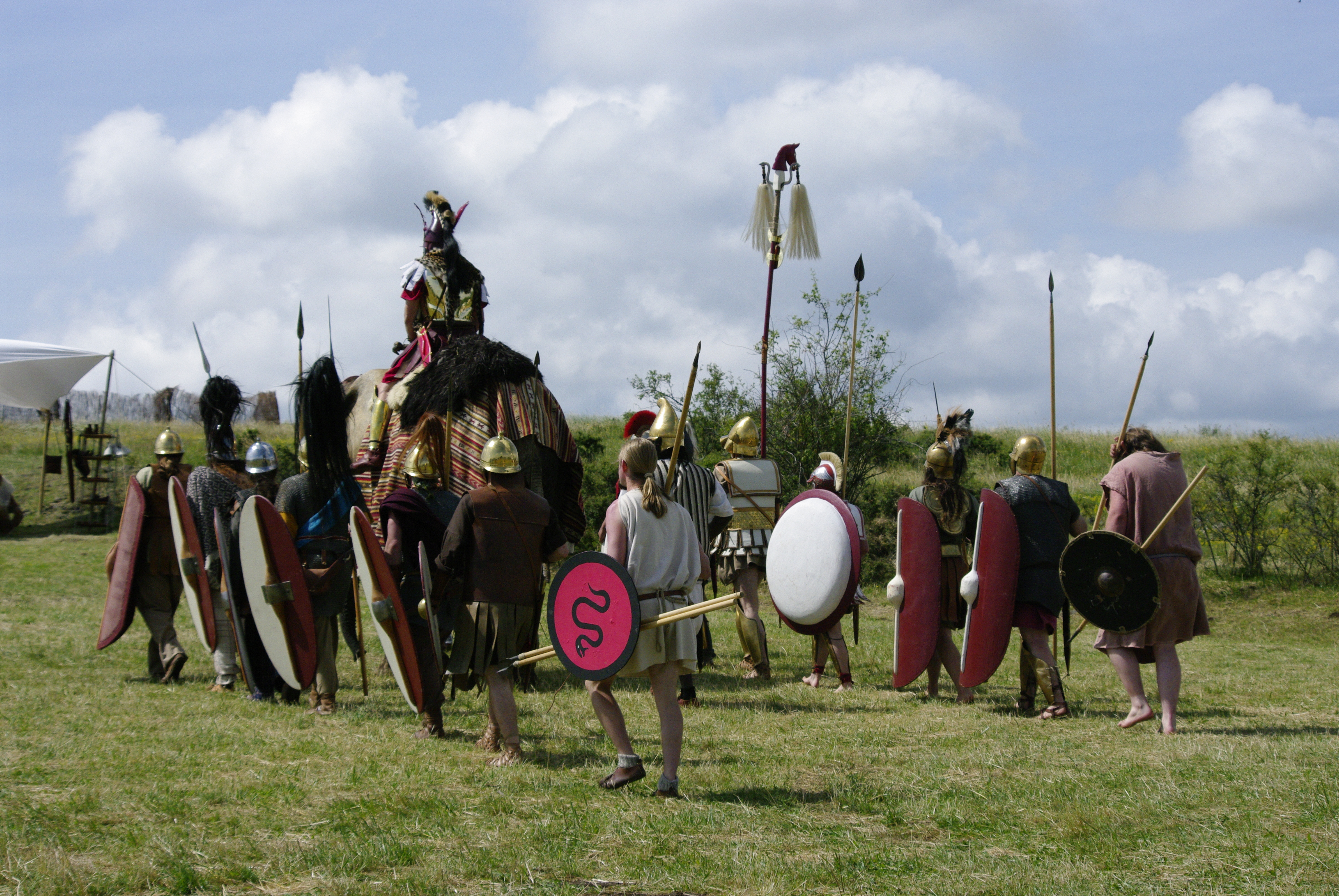
Ricostruzione storica delle truppe che componevano l'esercito cartaginese.

I Celtiberi abbandonarono così i Romani. E la cosa sembrò loro naturale, avendo ricevuto un compenso talmente elevato, che sarebbe bastato a convincerli di combattere a fianco dei Cartaginesi; invece fecero ritorno alle loro abitazioni. Scipione, trovatosi improvvisamente in grave svantaggio numerico, non potendo né combattere né ricongiungersi al fratello iniziò una lenta ritirata cercando di non offrire facili occasioni di attacco ai Cartaginesi che lo seguivano.

### Massinissa
In quegli stessi giorni Publio Cornelio Scipione era assillato da un pericolo altrettanto grande e nuovo. Come Annibale al Ticino con Maarbale, Asdrubale scatenò sulle truppe di Publio Scipione la cavalleria numidica del giovane alleato Massinissa (o Masinissa). Il principe numida non lasciò tregua al comandante romano, impedendo che i soldati si allontanassero dal campo in cerca di foraggio cibo e legna, né di giorno né di notte, senza essere costantemente attaccati. Addirittura Massinissa e i suoi cavalieri attaccarono il campo romano e
(Livio, XXV, 34.5-6.)
I Romani si trovavano così sotto assedio.

## Battaglie

### Prima battaglia

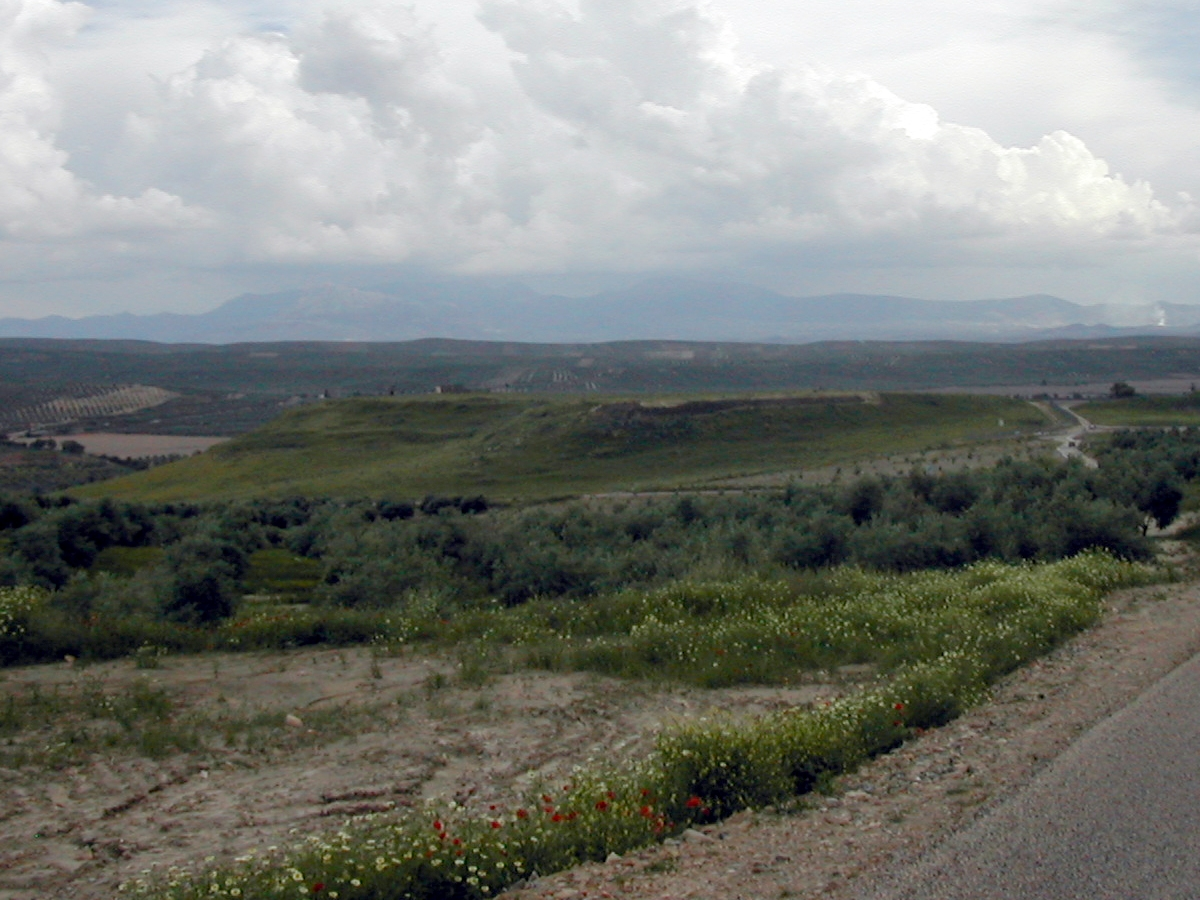
La città romana di Castulo (oggi Linares) nei pressi della quale si ebbe uno scontro tra Romani e Cartaginesi

A peggiorare la situazione, i Romani sapevano che stava giungendo Indibile con i suoi 7500 Suessetani, pronto ad unirsi alle forze dei Cartaginesi. Publio Cornelio, comandante cauto e previdente, fu costretto a prendere una decisione temeraria, quella di attaccare di notte il capo ispanico per eliminare questo pericolo e poter sperare di riuscire a fronteggiare Asdrubale. Lasciato al campo (presso Castulo, l'attuale Linares) un piccolo presidio al comando di Tiberio Fonteio, Publio Cornelio attaccò nottetempo la colonna di Indibile e probabilmente avrebbe avuto la meglio se, all'improvviso, non fosse sopraggiunto Massinissa. L'attacco della cavalleria numidica costrinse i Romani a frenare l'azione e, come colpo finale, alle spalle di Scipione arrivarono le truppe cartaginesi. L'accerchiamento fu completo.
(Livio, XXV, 34.11-14.)

### Seconda battaglia
I Cartaginesi non persero tempo, cercando di trarre il massimo profitto da quella fortunata circostanza. Dopo un breve riposo, a marce forzate si ricongiunsero alle forze di Asdrubale Barca, nella certezza di poter concludere la guerra, una volta unite le loro forze. Gneo Cornelio, pur non avendo ancora avuto notizia della disfatta subita dagli uomini di Publio, notò che i nemici erano aumentati notevolmente di numero. Tanto che per supposizione e ragionamento egli era propenso a sospettare una sconfitta del fratello, piuttosto che a sperare in una sua sorte favorevole. Si domandava infatti in quale modo Magone e Asdrubale di Gisgone fossero riusciti a ricongiungersi al suo avversario diretto, senza combattere, se non a seguito di aver portato a termine la loro guerra con Publio. Gneo Cornelio, pieno di ansietà anche per la sorte del fratello, decise che la miglior soluzione fosse quella di ritirarsi quanto gli era possibile. In una sola notte, senza che il nemico se ne accorgesse, percorse un discreto tratto di strada. All'alba, quando i Cartaginesi si accorsero che i Romani erano partiti, ancora una volta mandarono avanti i Numidi di Massinissa ad attaccare la colonna romana e a ritardarne il cammino. La notte successiva i cavalieri Numidi raggiunsero i Romani, assalendoli alle spalle e ai fianchi, obbligando Scipione a incitare i suoi a combattere e nello stesso tempo a procedere nella marcia, prima di essere raggiunti dalla fanteria. Alla fine Scipione dovette fermare la marcia e si attestò su una collinetta brulla e spoglia (non lontano dall'antica città di Ilorci o Ilorca, l'attuale Lorca) dove i Romani, collocati in mezzo i bagagli e la cavalleria, la fanteria disposta intorno, riuscirono a difendersi dagli attacchi di Massinissa. E pensando a quando ai Numidi si sarebbero aggregati di lì a poco anche i tre eserciti dei comandanti cartaginesi, Scipione capì che i Romani avrebbero avuto scarse possibilità di difendersi. Iniziò così a considerare la possibilità di creare una trincea per difendersi dal nemico.
(Livio, XXV, 36.5-7.)
Giunti i tre comandanti cartaginesi insieme alle forze di fanteria. Spinsero le loro armate su per la collina incoraggiando gli uomini a superare quello strano e quasi inutile apparato. E dopo pochi sforzi infatti, i Cartaginesi usando dei pali, riuscirono a smuovere quella fragile barriera in molti punti, ad annullare le difese romane e a invadere il campo. In pochi e assaliti da molti, i soldati romani cedettero e si diedero alla fuga. Molti furono uccisi ma la maggior parte trovò rifugio nel campo di Publio Cornelio che era presidiato da Tiberio Fonteio.
(Livio, XXV, 36.13-14.)
Gli ispanici provavano cordoglio e rimpianto per la perdita dei due generali, soprattutto per Gneo che più a lungo li aveva governati e che prima del fratello aveva guadagnato la loro fiducia, dando loro per primo la testimonianza della giustizia e della moderazione dei Romani.

#### Lucio Marcio Settimo
(Livio, XXV, 37.1-2.)
Lucio Marcio Settimo, grazie all'esperienza raccolta sotto Gneo Scipione, riuscì a raccogliere le disperse forze romane, a ricongiungersi al presidio di Tiberio Fonteio e a guidare i Romani oltre l'Ebro dove fortificarono gli accampamenti (probabilmente a sud e non molto distante da Tarraco) e vi trasportarono i rifornimenti. Le truppe romane, radunate nei comitiis militaribus lo elessero comandante supremo all'unanimità.

### Terza battaglia
All'avvicinarsi di Asdrubale di Giscone, i Romani, in preda all'ira ed al furore, ricordandosi quali comandanti poco prima avevano avuto, afferrarono le armi e si precipitarono alle porte ad assalire il nemico incauto che avanzava in schiere disordinate. L'imprevista situazione gettò nel panico i punici che non si aspettavano di trovare forze romane tanto numerose e organizzate, dal momento che l'esercito romano era quasi distrutto. Si chiesero poi chi fosse il comandante degli accampamenti ora che i due Scipioni erano stati uccisi. Davanti a tante circostanze così inattese, si ritirarono inizialmente stupefatti, poi respinti da un assalto violento dei Romani, si diedero alla fuga.
(Livio, XXV, 37.14.)
I Cartaginesi, come videro che nessuno li inseguiva, rientrarono al loro campo, sottovalutando le forze avversarie che ritenevano i semplici resti di due eserciti pesantemente sconfitti. Marcio, fatte le debite esplorazioni e notando una scarsa vigilanza da parte dei Cartaginesi, concepì il piano di dare l'assalto agli accampamenti nemici del solo Asdrubale, piuttosto che attendere di essere assediato dagli eserciti riuniti dei tre comandanti cartaginesi.
Il comandante romano allora arringò i soldati (adlocutio) e li avvisò che li avrebbe condotti in un assalto notturno al campo di Asdrubale. Il resto della giornata venne impiegato a preparare le armi e a curare i corpi, mentre la maggior parte della notte fu dedicata a riposare. Alla quarta vigilia le schiere romane partirono (Quarta vigilia movere).
Una coorte di fanti e la cavalleria furono nascoste in un bosco che si trovava in una vallata profonda, fra il campo di Asdrubale e quello di altre forze cartaginesi, posto circa sei miglia più lontano (9 km circa). Il resto delle truppe romane fu condotto, con una marcia silenziosa, verso il campo nemico più vicino. Poiché non vi erano né guardie né sentinelle i Romani entrarono nel campo cartaginese come se fosse il proprio.
(Livio, XXV, 39.3-6.)
Fermati i fuggiaschi, le forze romane si diressero verso l'altro campo, dove molti dei Cartaginesi erano usciti per cercare foraggio, legna e cibo. Qui trovarono ogni posizione ancor più trascurata e abbandonata. Eliminati i soldati che erano fuori dal campo o alle sue porte, i Romani si avventarono all'interno dove però trovarono una resistenza più accanita. La battaglia sarebbe stata lunga e dura se, alla vista degli scudi insanguinati dei Romani, i Cartaginesi non si fossero dati alla fuga, comprendendo che già c'era stata una battaglia a loro sfavorevole. Tutti tranne quelli che rimasero uccisi, furono cacciati fuori dal campo. Marcio in una notte e un giorno fu padrone di entrambi gli accampamenti cartaginesi e venne acclamato dux.

## Conseguenze
Tito Livio ricorda che, secondo l'annalista Claudio Quadrigario che tradusse dal greco Acilio, furono uccisi circa 7000 nemici, ne furono catturati 1830 e fu conquistato un enorme bottino. Fra gli oggetti predati vi era anche lo scudo d'argento del peso di 137 libbre (quasi 45 chilogrammi) con l'effigie di Asdrubale Barca. Questo trofeo, denominato scudo Marzio, rimase sul Campidoglio fino all'incendio del tempio.
Secondo invece Valerio Anziate fu preso il solo campo di Magone con 7000 nemici uccisi e con una seconda battaglia fu preso il campo di Asdrubale con 10000 nemici uccisi e 4330 prigionieri. Riferisce infine che, secondo Lucio Calpurnio Pisone Frugi, furono uccisi in un agguato 5000 nemici, mentre Magone inseguiva i Romani in ritirata. Dopo questo successo, peraltro messo in dubbio da parte di alcuni storici moderni, sembra che le cose in Spagna si calmarono per qualche tempo, poiché entrambe le parti esitavano a compiere una prima mossa, dopo tante disfatte subite e prodotte alla parte avversa.